# Torneos WTA 125s en 2013
Las Women's Tennis Association's WTA 125s es la secundaria profesional de tenis del circuito organizado por la WTA. La WTA 125s de 2012 calendario constaba de dos torneos, con un premio de $ 125.000.

## Torneos
| Semana           | Torneos | Ganadora                                               | Finalista                              | Semifinalistas                     | Cuartos de final                                                                   |
| ---------------- | --- | ------------------------------------------------------ | -------------------------------------- | ---------------------------------- | ---------------------------------------------------------------------------------- |
| 11 de febrero    | Copa Bionaire Cali, Colombia $125,000 – Dura – 32S/16Q/16D Cuadrado Individual – Cuadrado Dobles                           | Lara Arruabarrena-Vecino 6-3, 6-2                      | Catalina Castaño                       | Elina Svitolina Paula Ormaechea    | Mariana Duque Marino Sesil Karatantcheva Alexandra Panova Teliana Pereira          |
| 11 de febrero    | Copa Bionaire Cali, Colombia $125,000 – Dura – 32S/16Q/16D Cuadrado Individual – Cuadrado Dobles                           | Catalina Castaño Mariana Duque Marino 3-6, 6-1, [10-5] | Florencia Molinero Teliana Pereira     | Elina Svitolina Paula Ormaechea    | Mariana Duque Marino Sesil Karatantcheva Alexandra Panova Teliana Pereira          |
| 5 de agosto      | Suzhou WTA Challenger Suzhou, China $125,000 – Dura – 32S/16Q/16D Cuadrado Individual – Cuadrado Dobles                    | Shahar Pe'er 6-2, 2-6, 6-3                             | Zheng Saisai                           | Tímea Babos Misaki Doi             | Tamarine Tanasugarn Zhou Yimiao Zhang Shuai Eri Hozumi                             |
| 5 de agosto      | Suzhou WTA Challenger Suzhou, China $125,000 – Dura – 32S/16Q/16D Cuadrado Individual – Cuadrado Dobles                    | Tímea Babos Michaëlla Krajicek 6-2 6-2                 | Han Xinyun Eri Hozumi                  | Tímea Babos Misaki Doi             | Tamarine Tanasugarn Zhou Yimiao Zhang Shuai Eri Hozumi                             |
| 23 de septiembre | Ningbo International Women's Tennis Open Ningbo, China $125,000 – Dura – 32S/16Q/16D Cuadrado Individual – Cuadrado Dobles | Bojana Jovanovski 6-7 (7-9), 6-4, 6-1                  | Zhang Shuai                            | Johanna Larsson Yvonne Meusburger  | Anna Karolína Schmiedlová Johanna Konta Yaroslava Shvedova Anabel Medina Garrigues |
| 23 de septiembre | Ningbo International Women's Tennis Open Ningbo, China $125,000 – Dura – 32S/16Q/16D Cuadrado Individual – Cuadrado Dobles | Chan Yung-jan Zhang Shuai 6–2, 6–1                     | Irina Buryachok Oksana Kalashnikova    | Johanna Larsson Yvonne Meusburger  | Anna Karolína Schmiedlová Johanna Konta Yaroslava Shvedova Anabel Medina Garrigues |
| 28 de octubre    | Nanjing Ladies Open Nanjing, China $125,000 – Dura – 32S/16Q/16D Cuadrado Individual – Cuadrado Dobles                     | Zhang Shuai 6-4, 0-0retiro                             | Ayumi Morita                           | Jarmila Gajdošová Yanina Wickmayer | Wang Qiang Anna Schmiedlová Zheng Saisai Anna-Lena Friedsam                        |
| 28 de octubre    | Nanjing Ladies Open Nanjing, China $125,000 – Dura – 32S/16Q/16D Cuadrado Individual – Cuadrado Dobles                     | Misaki Doi Xu Yifan 6-1, 6-4                           | Yaroslava Shvedova Zhang Shuai         | Jarmila Gajdošová Yanina Wickmayer | Wang Qiang Anna Schmiedlová Zheng Saisai Anna-Lena Friedsam                        |
| 4 de noviembre   | OEC Taipei Ladies Open Taipéi, Chinese Taipei $125,000 – Dura – 32S/16Q/16D Cuadrado Individual – Cuadrado Dobles          | Alison Van Uytvanck 6-4, 6-2                           | Yanina Wickmayer                       | Dinah Pfizenmaier Luksika Kumkhum  | Ekaterina Bychkova Katarzyna Piter Petra Martić Zheng Saisai                       |
| 4 de noviembre   | OEC Taipei Ladies Open Taipéi, Chinese Taipei $125,000 – Dura – 32S/16Q/16D Cuadrado Individual – Cuadrado Dobles          | Caroline Garcia Yaroslava Shvedova 6-3, 6-3            | Anna-Lena Friedsam Alison Van Uytvanck | Dinah Pfizenmaier Luksika Kumkhum  | Ekaterina Bychkova Katarzyna Piter Petra Martić Zheng Saisai                       |

## Puntos de distribución
Los puntos se otorgan de la siguiente manera:
| Torneo Categoría    | G   | F   | SF | CF | R16 | R32 | Q |
| ------------------- | --- | --- | -- | -- | --- | --- | - |
| Challenger $125.000 | 160 | 117 | 85 | 44 | 22  | 1   |   |

## Estadística
En los cuadros figuran el número de solteros (S) y dobles (D) Títulos ganados por cada jugador y cada nación durante la temporada, dentro de todas las categorías del torneo de la WTA 2013 125s. Los jugadores / países sean ordenados por:
1) el número total de títulos (un título de dobles ganado por dos jugadores que representan a los condes misma nación que sólo una victoria para la nación).

2) un soltero> duplica jerarquía.

3) por orden alfabético (por los apellidos de los jugadores).
Para evitar la confusión y la doble contabilización, estas tablas deben actualizarse sólo después de un evento se haya completado.

### Títulos ganados por el jugadoras
| Total | Jugadoras                | S | D | S | D |
| ----- | ------------------------ | - | - | - | - |
| 2     | Shuai Zhang              | ● | ● | 1 | 1 |
| 1     | Lara Arruabarrena-Vecino | ● |   | 1 |   |
| 1     | Bojana Jovanovski        | ● |   | 1 |   |
| 1     | Shahar Pe'er             | ● |   | 1 |   |
| 1     | Alison Van Uytvanck      | ● |   | 1 |   |
| 1     | Tímea Babos              |   | ● |   | 1 |
| 1     | Catalina Castaño         |   | ● |   | 1 |
| 1     | Yung-jan Chan            |   | ● |   | 1 |
| 1     | Misaki Doi               |   | ● |   | 1 |
| 1     | Mariana Duque Marino     |   | ● |   | 1 |
| 1     | Caroline Garcia          |   | ● |   | 1 |
| 1     | Michaëlla Krajicek       |   | ● |   | 1 |
| 1     | Yaroslava Shvedova       |   | ● |   | 1 |
| 1     | Yifan Xu                 |   | ● |   | 1 |

### Títulos ganados por país
| Total | Países       | S | D | S | D |
| ----- | ------------ | - | - | - | - |
| 3     | China        | ● | ● | 1 | 2 |
| 1     | Bélgica      | ● |   | 1 |   |
| 1     | España       | ● |   | 1 |   |
| 1     | Israel       | ● |   | 1 |   |
| 1     | Serbia       | ● |   | 1 |   |
| 1     | China Taipéi |   | ● |   | 1 |
| 1     | Colombia     |   | ● |   | 1 |
| 1     | Francia      |   | ● |   | 1 |
| 1     | Hungría      |   | ● |   | 1 |
| 1     | Japón        |   | ● |   | 1 |
| 1     | Kazajistán   |   | ● |   | 1 |
| 1     | Países Bajos |   | ● |   | 1 |

| Predecesor: 2012 | Torneos WTA 125s 2013 | Sucesor: 2014 |

- Datos: Q4630024